# Регіони Мальти
Мальта поділена на 5 регіонів (мальт. reġjuni). Три регіони були створені відповідно до Закону про місцеві ради 1993 року, і були включені до конституції в 2001 році. Два з цих регіонів були розділені на більш дрібні Законом № XVI від 2009 року, що збільшило кількість регіонів до п'яти.
Кожен регіон має свій окремий регіональний комітет (мальт. Kumitat Reġjonali), який складається з регіонального президента, віце-президента, виконавчого секретаря та від 10 до 14 членів.

## Склад

### Поточні регіони
| Регіон                  | Центр               | Найбільше місто     | Площа     | Населення (2014) | Густота населення | Заснований |
| ----------------------- | ------------------- | ------------------- | --------- | ---------------- | ----------------- | ---------- |
| Центральний регіон      | Сан-Джуанн          | Біркіркара          | 23.6 км²  | 111 994          | 4700/км²          | 2009       |
| Гоцо                    | Вікторія            | Вікторія            | 68.7 км²  | 37 342           | 540 км²           | 1993       |
| Північний регіон        | Сан-Пауль-іль-Бахар | Сан-Пауль-іль-Бахар | 112.9 км² | 102 892          | 910/км²           | 2009       |
| Південно-східний регіон | Таршіен             | Заббар              | 36.2 км²  | 99 301           | 2700/км²          | 2009       |
| Південний регіон        | Кормі               | Кормі               | 78.9 км²  | 93 897           | 1200/км²          | 2009       |

### Колишні регіони

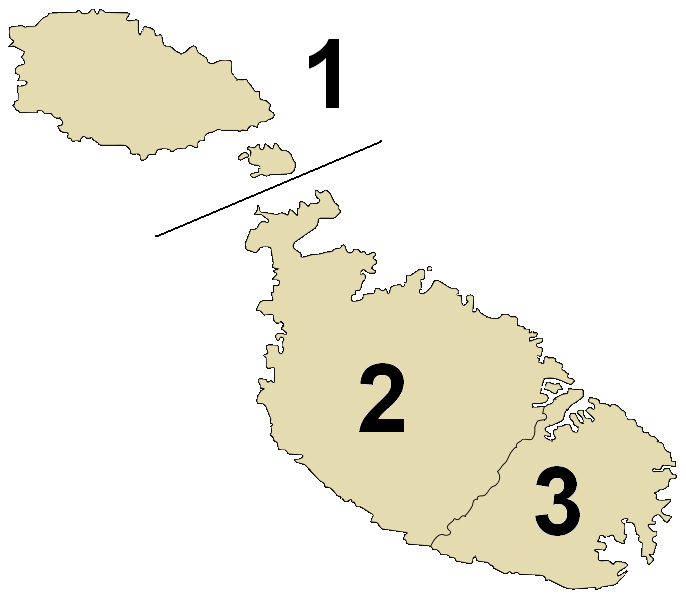
Регіони, що існували в період 1993—2009:
1 — Гоцо
2 — Північно-західний регіон
3 — Східний регіон.

| Регіон                   | Найбільше місто | Площа   | Населення (2005) | Густота населення | Заснований | Скасований |
| ------------------------ | --------------- | ------- | ---------------- | ----------------- | ---------- | ---------- |
| Північно-західний регіон | Біркіркара      | 163 км² | 227 117          | 1393/км²          | 1993       | 2009       |
| Східний регіон           | Заббар          | 64 км²  | 140 882          | 2201/км²          | 1993       | 2009       |